# フコキサンチン
フコキサンチン (Fucoxanthin) は分子式 C42H58O6 で表され、非プロビタミンA類のカロテノイドの一つであり、キサントフィルに属しアレン構造、エポキシドおよびヒドキシル基を有している。フコキサンチンは、褐藻やその他の不等毛藻に存在して茶色-オリーブ色を呈するとともに、葉緑体において光合成の補助色素として機能している。フコキサンチンは可視光線のうち主に青色 (400-500nm) の波長域を吸収し、450nm 付近に吸収極大を持つ。特に、褐藻類中のカロテノイドの大部分がフコキサンチンである。
生物がフコキサンチンを摂取した場合の栄養学的（ニュートリゲノミクス的）な研究が、ラットやマウスを用いて北海道大学で行われている。これにより、フコキサンチンが、通常は褐色脂肪細胞に特異的に存在するタンパク質であるサーモゲニン（Thermogenin；熱産生タンパク質）のUCP1 (uncoupling protein 1) の発現を白色脂肪細胞において促すことで、脂肪組織における脂肪の燃焼を助けることが明らかとなった。
また、フコキサンチンによる抗腫瘍作用の研究がマウスやヒト癌細胞を用いて、1990年頃から各大学研究所や食品総合研究所などで行われている。これらの研究により、フコキサンチンはカスパーゼ-3の活性化を促し、腫瘍細胞へのアポトーシス誘導（DNA断片化）及び、抗腫瘍作用を促すことが明らかとなった。
さらにフコキサンチンは、腫瘍細胞でのN-mycの減少やGADD45の発現を誘導することで、G1期での細胞周期進行を停止させ、抗腫瘍・抗細胞増殖作用を促すことが明らかとなり、その他には、抗血管新生活性を促すことが明らかとなった。

## 代謝
生体内に摂取されたフコキサンチンは、主に誘導体であるフコキサンチノールとして血中に存在する。
フコキサンチン + H2O → フコキサンチノール + CH3COOH
その後、一部は酸化型のニコチンアミドアデニンジヌクレオチドにより酸化され、アマローシアキサンチンAとなる。
フコキサンチノール + NAD+ → アマローシアキサンチンA + NADH

## フコキサンチン加工物
ヒト向けのフコキサンチンを添加した食品は、まだ開発段階である。理由として、化学合成や遺伝子組換などの手法によるフコキサンチンの生産が現在のところ不可能なため、供給源が褐藻のみであること、加えて褐藻中に含まれるフコキサンチン量は、多いものでも乾燥重量の0.1%程度とされていることなどが挙げられる。
各大学研究所の研究では、高濃度で高含有のフコキサンチンを用いているが、現在既に褐藻類から抽出したフコキサンチン原料を使ったいくつかの製品が発表されており、濃度については0.001～1.0%以下の低濃度フコキサンチンを配合しているものが主流である。これらの中にはフコキサンチンの配合量を表示した製品も一部あるが、フコキサンチンの分析試験データに基づいた含有量やさらに重要である濃度の表示が全くされていないのが現状である。
このことから、各研究データに基づいた効果はほとんど見込めないものであると示唆できる。低濃度のフコキサンチンをいくら高配合していても同じ結果といえるだろう。
京都大学大学院農学研究科のフコキサンチンによる血管新生抑制とシワ抑制効果の研究においても、「フコキサンチンをより高濃度に含有する製品が必要」と書かれている。

## 研究
京都府立医科大学や鹿児島大学では、フコキサンチンによる十二指腸癌・ヒト神経芽細胞腫・肝臓癌・前立腺癌のアポトーシス誘導や腫瘍細胞のG1期細胞周期停止が報告されている。国立がん研究センターでは、皮膚・十二指腸癌における抗腫瘍作用、京都大学では、フコキサンチンの抗血管新生活性およびアポトーシス誘導、北海道大学大学院 水産科学研究所や金沢医科大学 病理学部、食品総合研究所では、ヒト前立腺癌細胞におけるアポトーシス誘導や結腸癌細胞のアポトーシス誘導、ヒト前骨髄性白血病細胞へのアポトーシス誘導が報告される。また、神戸大学大学院農学研究科では、結腸癌細胞の増殖抑制、ヒト肝癌HepG2細胞の細胞周期G0/G1期での停止による癌細胞の抑制などが報告されている。